# Coração Malandro
Coração Malandro é uma telenovela portuguesa, exibida entre 2003 e 2005, pela TVI.  É uma adaptação do colombiano "Pedro, el escamoso'' de 2001. 
Ao início era transmitida às 19 horas de segunda a sexta-feira. A partir de Agosto de 2003, devido ao insucesso, passou a ser emitida apenas às sextas-feiras, pelas 23 horas e ocasionalmente aos sábados pela mesma hora. De Fevereiro de 2004 até ao último episódio, foi transmitida às sextas-feiras pelas 16:30. Nunca foi reposta na TVI ou TVI Ficção, mas oi exibida no canal RTP Internacional no ano de 2008.

## Sinopse
Esta novela fala de um jovem galanteador, chamado Zé Maria Pardal (Pepê Rapazote), que vai viver na casa dos Pachecos.
Anselmo Pacheco (António Marques) suicida-se e deixa a mulher Mercedes Pacheco (Margarida Marinho) e duas filhas: Leonor Pacheco (Maria João Falcão) e Sónia Pacheco (Lília Matos); além de Paula Alvim (Sandra Celas), uma outra filha que teve com sua amante Ana Alvim (Paula Mora).
Quando o Zé Maria vê Paula pela primeira vez e apaixona-se e sonha em conquistá-la.
Paula vai trabalhar como directora comercial na empresa de André Silveira (Pedro Lima), um executivo casado com Mónica Silveira (Sofia Grillo) e que possui um histórico de relacionamentos extra-conjugais com todas as mulheres bonitas que trabalham com ele, inclusive com Carla Joaquim (Patrícia Bull), sua secretária.
Paula consegue emprego para Zé Maria na empresa, como motorista, e ele passa a ser seu motorista particular.
Na empresa de André, Guiomar Brás Teles (Maria Henrique), que é a gerente de pessoal, apaixona-se por Zé Maria, e ele aproveita disso para ter algumas vantagens.
Guiomar é filha de Antónia Brás Teles (Eunice Muñoz), uma senhora avarenta, dona de uma pensão. Nesta pensão trabalha Flor (Lucinda Loureiro), uma solteirona que sonha com o príncipe encantado e trabalha quase de graça para a D. Antónia.
Anselmo deixou toda a sua herança a Paula Alvim, mas esta não chega a saber disso. Mercedes, que é a esposa legítima de Anselmo, faz um acordo com Carlos Vidigal (João Ricardo (ator)), um advogado corrupto e nada esperto, para roubar a herança de Paula: ela promete casar com Vidigal caso ele consiga falsificar os documentos da herança deixada por Anselmo.
André viaja a trabalho num final de semana com Paula, que a seduz e eles passam a noite juntos.
Quando volta para casa, ele decide divorciar-se de Mónica, mas ela anuncia que está grávida.
A trama resume-se basicamente nas enrascadas que Zé Pardal se envolve, e no triângulo amoroso Pardal x Paula x André.

## Casos e Casais
- André Silveira (Pedro Lima) é casado com Mónica Silveira (Sofia Grillo).
- Anselmo Pacheco (António Marques) é casado com Mercedes Pacheco (Margarida Marinho), mas tinha como amante a sua secretária, Ana Alvim (Paula Mora).
- Sónia Pacheco (Lília Matos) namora com Henrique Esteves (José Pedro Vasconcelos).
- Carla Joaquim (Patrícia Bull) é uma amante sem escrúpulos e apaixonada por André.
- Leonor Pacheco (Maria João Falcão) apaixona-se por Zé Maria Pardal (Pepê Rapazote).
- Zé Pardal apaixona-se por Paula Alvim (Sandra Celas).
- Mercedes teve vários casos extra-conjugais.
- Guiomar Brás Teles (Maria Henrique) é uma solteirona que se apaixona por qualquer um, mas a vítima do momento é Zé Pardal.
- Flor (Lucinda Loureiro) apaixona-se por Henrique.
- Sónia termina com Henrique para namorar com Renato (Luís Gaspar), outro motorista da empresa de André.
- André seduz Paula e tem um caso com ela.
- Mercedes casa-se com Carlos Vidigal (João Ricardo (ator)).
- Leonor desiste de Zé e no final apaixona-se por Nuno (Alexandre da Silva).
- Renato apaixona-se por Mercedes e eles têm um caso.

## Elenco
- Pepê Rapazote - José (Zé) Maria Pardal (Zé Passarinho)
- Margarida Marinho - Mercedes Pacheco
- Pedro Lima (†) - André Silveira
- Paula Mora - Ana Alvim
- Sandra Celas - Paula Alvim
- João Ricardo (†) - Carlos Vidigal
- Maria Henrique - Guiomar Brás Teles
- Sofia Grillo - Mónica Silveira
- José Pedro Vasconcelos - Henrique Esteves
- Lucinda Loureiro - Flor
- Patrícia Bull - Carla Joaquim
- Luís Gaspar - Renato
- Inês Castelo Branco - Helena (Lena)
- Rafaela Santos - Filomena Simões
- João Lobo - Rui Vinagre
- Lília Matos - Sónia Pacheco
- Maria João Falcão - Leonor Pacheco
- Bara Muñoz - Rosário Martins
- Ana Catarina Afonso - Vanda Pong
- Pedro Beirão - Rafael (Rafa)
- Rui de Sá - Francisco (Xico)
- Catarina Matos - Luísa
- Paulo Rocha - Pedro Teixeira

Participação Especial:
- António Marques (†) - Anselmo Pacheco

- Eunice Muñoz (†) no papel de Antónia Brás Teles

Elenco Adicional:
- Adelaide João (†) - Arminda
- Álvaro Faria - Sexólogo
- Ana Mafalda
- Anita Guerreiro - Zulmira
- Andreia Vidal
- David Garcia
- Ernesto Serrão
- Francisco Rato
- Gonçalo Romão
- Helena Costa
- Henrique Félix
- Henrique Viana (†) - Efigénio
- João Ascenso
- João Silvestre
- Joaquim Guerreiro - Sansão
- Joaquim Nicolau - Isaac Marques
- Luís Mexia
- Luísa Cruz - Delfina
- Luísa do Pranto
- Manuel Castro e Silva - Instrutor Equestre
- Margarida Carpinteiro - Perpétua
- Maria d'Aires - Maria Odete
- Maria Gomes
- Miguel Sá Monteiro - André
- Natalina José - Fininha
- Nuno Porfírio
- Paulo Manso
- Paulo Nery
- Pedro Contente
- Raquel Henriques
- Rui Luís
- Severino Carvalho
- Sónia Antunes
- Tina Barbosa
- Sónia Gaspar

## Banda Sonora
- Beto - Memórias Esquecidas
- Raul Marques & os Amigos Da Salsa - Tudo o que não se sabe
- Ala dos Namorados - História do Zé Passarinho
- Juan Luis Guerra - Burbujas De Amor

## Audiência
Coração Malandro no episódio de estreia a 24 de Fevereiro (segunda-feira) registou uma audiência total de 2.461.600 espectadores que viram em média mais de 50% da novela. O 1º episódio registou 13.3% de audiência média (aproximadamente 3 vezes mais do que a audiência registada pelo canal) e 40.2% de share.